# Eesti Vabaõhumuuseum
Eesti Vabaõhumuuseum – skansen etnograficzny znajdujący się w Rocca al Mare, w Tallinnie, w Estonii, poświęcony estońskiej ludowej architekturze i kulturze materialnej. Został otwarty dla zwiedzających w 1964 roku. W swoich zbiorach muzeum prezentuje ponad 80 obiektów rozmieszczonych w lesie na wybrzeżu Morza Bałtyckiego na obszarze 72,22 hektara. Nazwa placówki Eesti Vabaõhumuuseum oznacza Estońskie Muzeum na wolnym powietrzu.

## Historia
Pierwsze plany stworzenia muzeum etnograficznego na wolnym powietrzu, na wzór szwedzkiego Skansenu i innych muzeów powstających w krajach nordyckich, zostały sformułowane w 1913 roku w powstałym kilka lat wcześniej Estońskim Muzeum Narodowym w Tartu. Ich realizację opóźniły jednak dwie wojny światowe, mimo tego, że na przełomie lat 20 i 30. XX wieku w niepodległej Estonii działało stowarzyszenie poświęcone utworzeniu w Tallinnie takiego muzeum, a przyszła ekspozycja była projektowana przez etnografów Estońskiego Muzeum Narodowego, z otwarciem planowanym na 1941 rok. Po II wojnie światowej w latach 50. powrócono w Estońskiej Socjalistycznej Republice Radzieckiej w ramach ZSRR do koncepcji utworzenia skansenu. Prace przygotowawcze rozpoczęły się w 1956 roku w Ministerstwie Kultury. Muzeum zostało założone 22 maja 1957 roku, a rozpoczęło działalność 1 czerwca tego roku. W lipcu muzeum otrzymało działkę o powierzchni 66 ha na wybrzeżu zatoki Kopli w osadzie Rocca al Mare, w granicach administracyjnych Tallinna. Muzeum zostało otwarte dla zwiedzających w sierpniu 1964 roku.

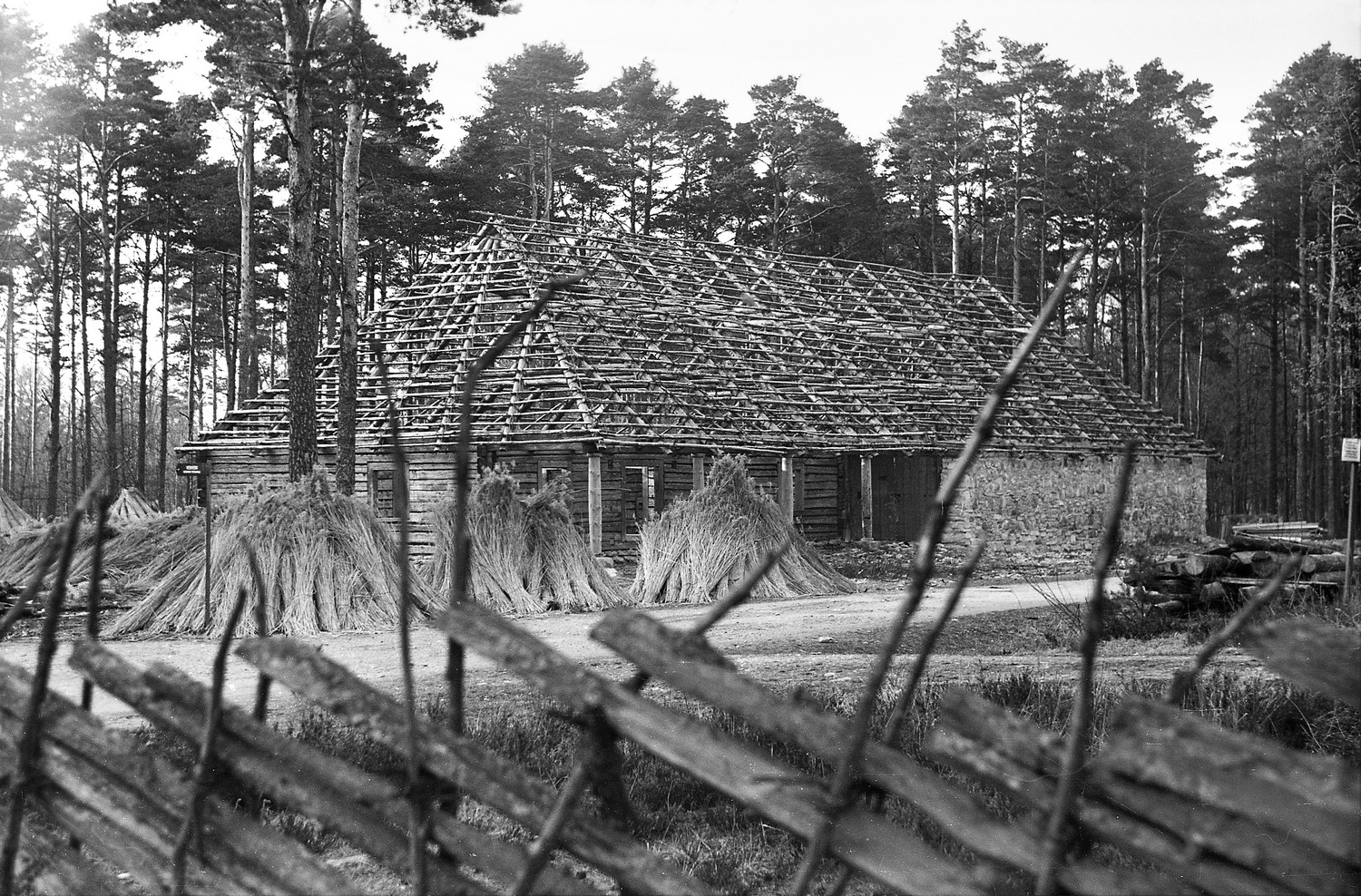
Karczma z Kolu podczas budowy w 1972

Jednym z pierwszych obiektów muzeum była zagroda Sassi-Jaani z gminy Kullamaa, przeniesiona do muzeum w latach 1959–1960 i udostępniona w 1964 roku. Budynki spłonęły jednak w 1984 roku na skutek podpalenia, ale z uwagi na ich wartość dla skansenu odbudowano je jako repliki. Znajduje się w niej wystawa poświęcona m.in. rodzajom budownictwa drewnianego w Estonii i technikom krycia dachów.
W 2025 roku obszar muzeum zajmował 72,22 ha, a na jego terenie znajdowały się 82 budynki. Ekspozycja podzielona jest na cztery obszary regionalne: Zachodnia Estonia, Północna Estonia, Południowa Estonia i Wyspy Estońskie. Budynki zgrupowane są w 12 zagród rozmieszczonych w sposób odpowiadający swoim regionom (w zachodniej i północnej Estonii: łańcuchowo, na wyspach grupowane wokół centrum wsi, a w południowej Estonii rozrzucone po terenie lub umieszczone ulicowo jak gospodarstwa z rejonu jeziora Pejpus). Większość zagród pochodzi z XIX wieku i zbudowanych jest wokół tradycyjnej dla Estonii chaty mieszkalnej połączonej ze stodołą i boiskiem do młócenia, w której mieszkańcy wykorzystywali centralny piec do ogrzewania izby i suszenia ziarna. Zagrody noszą nazwy właścicieli domów. Najstarszym budynkiem jest dom z zagrody Kolga ze wsi Tilga z 1723 roku. Jeden z domów odwzorowuje lata 30. XX wieku. Poza zagrodami z poszczególnych regionów w skansenie umieszczone są budynki użyteczności publicznej takie jak szkoła, kaplica, karczma, sklep, remiza strażacka i wiatraki. W 2021 roku w skansenie odtworzono nowszy murowany mieszkalny budynek kołchozowy z ekspozycją poświęconą czasom powojennym.

## Ekspozycja
| Zachodnia Estonia | Zachodnia Estonia |
| --- | ----------------- |
| Zagroda Sassi-Jaani Zagroda z XIX wieku z gminy Kullamaa. Chata mieszkalna i spichlerz spłonęły w 1984 roku, lecz odbudowano je w 1993 roku. Zagroda obejmuje replikę chaty mieszkalnej połączonej ze stodołą (est. reheelamu) z 1803 roku z zagrody Sassi-Jaani ze wsi Kullamaa, replikę dużego spichlerza z końca XIX wieku z tej samej zagrody, oborę z 1820 roku ze wsi Jõeääre i letnią kuchnię w formie stożkowego namiotu z żerdzi z 1870 roku ze wsi Määra, będącą pierwszym obiektem skansenu. W stodole mieści się wystawa poświęcona technologiom budownictwa drewnianego i krycia dachów.      |                   |
| Zagroda Köstriaseme Zagroda ze wsi Kirikla. Obejmuje chatę mieszkalną połączoną ze stodołą z lat 1891–1892 (odtworzoną w 1962 roku), oborę ze wsi Luiste z 1870 roku, dwuizbowy spichlerz ze wsi Kelu z 1870 roku, skład tekstyliów ze wsi Aude z początku XIX wieku oraz letnią kuchnię ze wsi Ahtama z 1880. |                   |
| Zagroda Nuki Kurna chata z lat 1880–1890 ze wsi Saunja, ustawiona w muzeum w latach 1970–1971. |                   |
| Wiatrak z Nätsi Wiatrak koźlak ze wsi Nätsi z II połowy XIX wieku, ustawiony w 1960 roku. |                   |
| Północna Estonia |                   |
| Zagroda Härjapea Gospodarstwo z lat 20/30. XX wieku. Piętrowy dom wiejski z 1909 roku ze wsi Võide, udostępniony w 2003 roku, prezentujący wnętrza z lat 30. XX wieku. Gospodarstwo obejmuje spichlerz/skład ze wsi Vihula z lat 80. XIX wieku, oborę ze wsi Kõrbse z tego okresu, saunę ze wsi Koila oraz boisko do młócenia z Kutsari, na którym urządzono zadaszoną wystawę. |                   |
| Zagroda Pulga Zagroda z gminy Kuusalu, udostępniona w 1964 roku; budynki z drewna i kamienia wapiennego. Obejmuje dom połączony ze stodołą ze wsi Uuri z 1860 roku, oborę z 1892 roku ze wsi Uuri, spichlerz z lat 40. XIX wieku ze wsi Pudisoo, piętrowy spichlerz z lat 60. XIX wieku ze wsi Suurekõrve, saunę połączoną z letnią kuchnią z końca XIX wieku ze wsi Kahala, kuźnię z łamanego kamienia z początku XIX wieku ze wsi Kahala i dwie małe stodoły na siano ze wsi Uuri i Kursi. |                   |
| Zagroda Aarte Zagroda rybacka z II połowy XIX wieku ze wsi Virve, udostępniona w 1982 roku. Chata z ok. 1880 roku z izbami po dwóch stronach sieni (ustawiona w muzeum w 1968 roku), spichlerz i skład z lat 60. XIX wieku, obora z początku XX wieku i dwa składy na sieci. |                   |
| Młyn wodny z Kahali Młyn wodny ze wsi Kahala na strumieniu Liiva, udostępniony w 1969 roku. |                   |
| Południowa Estonia |                   |
| Zagroda Sepa Zagroda kowalska z gminy Rõuge, udostępniona w 1999 roku. Obejmuje chatę z lat 80/90. XIX wieku ze wsi Palometsa z oborą w przybudówce, kuźnię z Kasaritsa i saunę z Palometsa. |                   |
| Zagroda Rusi Zagroda ze wsi Pugritsa, w której wychowywał się rzeźbiarz Juhan Raudsepp, udostępniona w 2002 roku. Obejmuje dom połączony ze stodołą z 1847 roku, stary spichlerz-owczarnię, oborę i spichlerz z lat 80. XIX wieku ze wsi Säre. |                   |
| Zagroda Ritsu Chata połączona ze stodołą z lat 60. XIX wieku ze wsi Tinnikuru, odbudowana w skansenie do 1975 roku. |                   |
| Zagroda Setu Zagroda ze wsi Ojavere (obecnie Łykowo w obwodzie pskowskim w Rosji). Obejmuje zespół trzech równoległych budynków przylegających szczytem do ulicy i połączonych płotem: dom mieszkalny z końca XIX wieku, spichlerz i kamienną oborę. |                   |
| Dom rosyjski znad jeziora Pejpus Dom staroobrzędowców rosyjskich z Kallaste znad jeziora Pejpus, zbudowany w 1863 roku. Do części mieszkalnej przylega stodoła i obora. |                   |
| Wiatrak z Kalmy Wiatrak holenderski ze wsi Kalma z 1897 roku, odbudowany w skansenie w 1995 roku. |                   |
| Wyspy estońskie |                   |
| Zagroda Jaagu Zagroda zdemobilizowanego żołnierza armii carskiej, z wyspy Muhu, udostępniona w 1976 roku. Obejmuje chatę połączoną ze stodołą z 1888 roku ze wsi Leeskopa, zdobiony spichlerz z początku XX wieku ze wsi Ridasi i szopę na siano z lat 90. XIX wieku ze wsi Leeskopa. |                   |
| Zagroda Jüri-Jaagu Zagroda z początku XX wieku z wyspy Muhu, udostępniona w 1996 roku. Obejmuje chatę połączoną ze stodołą z lat 80. XIX wieku ze wsi Mõega, replikę wielokomorowego zdobionego spichlerza ze wsi Rootsivere, letnią kuchnię z 1873 roku ze wsi Külasema, granitową letnią kuchnię połączoną z sauną i piwnicą z 1906 roku ze wsi Mäla i oborę ze wsi Lepiku z ok. 1910 roku. |                   |
| Zagroda Kolga Zagroda z wyspy Hiuma, udostępniona w 1984 roku. Obejmuje chatę połączoną ze stodołą z 1723 roku ze wsi Tilga (najstarszy budynek mieszkalny muzeum), spichlerz z 1765 roku ze wsi Lepiku, saunę połączoną z letnią kuchnią z ok. 1898 roku ze wsi Tilga, budynek piwniczny z 1882 roku ze wsi Tilga i kuźnię z 1870 roku ze wsi Vahtrepa. Ponadto w zagrodzie był spichlerz z oborą na planie litery L ze wsi Haldi, spalony w 1987 roku, odbudowany jako replika w 2023 roku. |                   |
| Zagroda Roosta Zagroda z wyspy Sarema, udostępniona w 1972 roku. Obejmuje chatę połączoną ze stodołą z drugiej połowy XVIII wieku ze wsi Leedri, spichlerz z 1766 roku ze wsi Leedri, oborę z początku XIX wieku ze wsi Kõõru, letnią kuchnię i kuźnię z połowy XIX wieku ze wsi Karala oraz saunę z lat 70. XIX wieku ze wsi Kugalepa. Zagroda otoczona jest typowym dla Sareme kamiennym ogrodzeniem i podzielona drewnianymi płotami. Wewnątrz ogrodzenia znajduje się również dom modlitwy. |                   |
| Dom modlitwy Kościoła morawskiego Dom modlitwy Braci morawskich z 1780 roku ze wsi Tuiu z wyspy Sarema. |                   |
| Sezonowa chata rybaków z Hiumy Replika sezonowej chaty rybaków z ze wsi Sarvi z wyspy Hiuma z końca XIX wieku. Oryginalna chata była udostępniona w 1968 roku, lecz podpalona podczas puczu moskiewskiego w sierpniu 1991 roku, po czym odbudowana w 1996 roku. |                   |
| Szopy na sieci Trzy szopy do suszenia sieci z Saremy: ze wsi Nasva z 1876 roku, ze wsi Toomalõuka z 1880 roku oraz replika szopy z plaży Alvi z gminy Valjala zbudowanej w 1903 roku, wykonana w 1980 roku. |                   |
| Wiatraki z Sutlepy, Kotlandi, Leedri i Ülendi Cztery wiatraki koźlaki: ze wsi Sutlepa (oryginalnie z wyspy Vormsi z 1748 roku), ze wsi Kotlandi z 1871 roku, ze wsi Leedri z 1876 roku oraz ze wsi Ülendi z 1860 roku. |                   |
| Oddzielne obiekty |                   |
| Kaplica z Sutlepy Kaplica ze wsi Sutlepa z XVII wieku (wzmiankowana w 1627 roku, nad drzwiami datowana na 1699 rok), z regionu zamieszkałego przez ludność pochodzenia szwedzkiego. Odtworzona w 1976 roku, ponownie konsekrowana w 1989 roku jako kaplica Estońskiego Kościoła Ewangelicko-Luterańskiego. Nabożeństwa odbywają się w niektóre święta, w tym związane z obrzędowością ludową. Wnętrze jest typowe dla I połowy XIX wieku; obraz Chrystusa wewnątrz został ufundowany w 1831 roku. |                   |
| Sklep wiejski z Lau Sklep spożywczo-przemysłowy ze wsi Lau z częścią mieszkalną z 1914 roku (otwarty w 2012 roku). Wnętrze nawiązuje do 1938 roku, odwiedzający mogą kupić towary charakterystyczne dla sklepów wiejskich tego okresu. |                   |
| Szkoła wiejska z Kuie Budynek szkoły wiejskiej ze wsi Kuie z 1887 roku (otwarty 1 września 2000 roku). Obejmuje jedno pomieszczenie klasowe, mieszkanie dla nauczyciela i dwa pokoje kredensowe. |                   |
| Remiza strażacka z Orgmetsy Remiza strażacka ze wsi Orgmetsa z 1928 roku (sprowadzona w 1991 roku). |                   |
| Karczma z Kolu Karczma ze wsi Kolu, zbudowana w latach 40. XIX wieku na drodze z Tallinna do Tartu. Obejmuje m.in. jadalnię, jedną izbę gościnną i stajnię w części kamiennej. Karczma serwuje posiłki dla odwiedzających skansen. |                   |
| Budynek kołchozowy Dwukondygnacyjny blok mieszkalny z cegły silikatowej typowego projektu, z 1964 roku, z kołchozu Järvesalu we wsi Räbi. Obejmuje cztery trzypokojowe mieszkania pokazujące życie mieszkańców kołchozów w latach: 1967, 1978, 1993 (z okresu transformacji ustrojowej po odzyskaniu niepodległości) i 2019. W piwnicy urządzona jest wystawa historyczna dotycząca kołchozów w okresie komunizmu. W pobliżu odtworzono szopy na drewno, saunę i garaż oraz elementy zagospodarowania przestrzeni w stylu lat 70. XX wieku, a także wiejski przystanek autobusowy. Odtworzony w 2021 roku. |                   |
| Szwajcarska willa Szwajcarska willa z 1870 roku z pierwotnej posiadłości letniej Rocca al Mare – budynek administracyjny, nie do zwiedzania. |                   |
| Wielka studnia z Igaküli Replika studni z żurawiem ze wsi Igaküla z wyspy Muhu, znanej jako „wielka studnia” (est. suurkaev). Najstarsze wzmianki o studni pochodzą z 1799 roku. Żuraw o długości ramienia ponad 25 m jest osadzony na wysokości 11 m. Zbudowana w 2024 roku. |                   |